# Claudia Bechstein

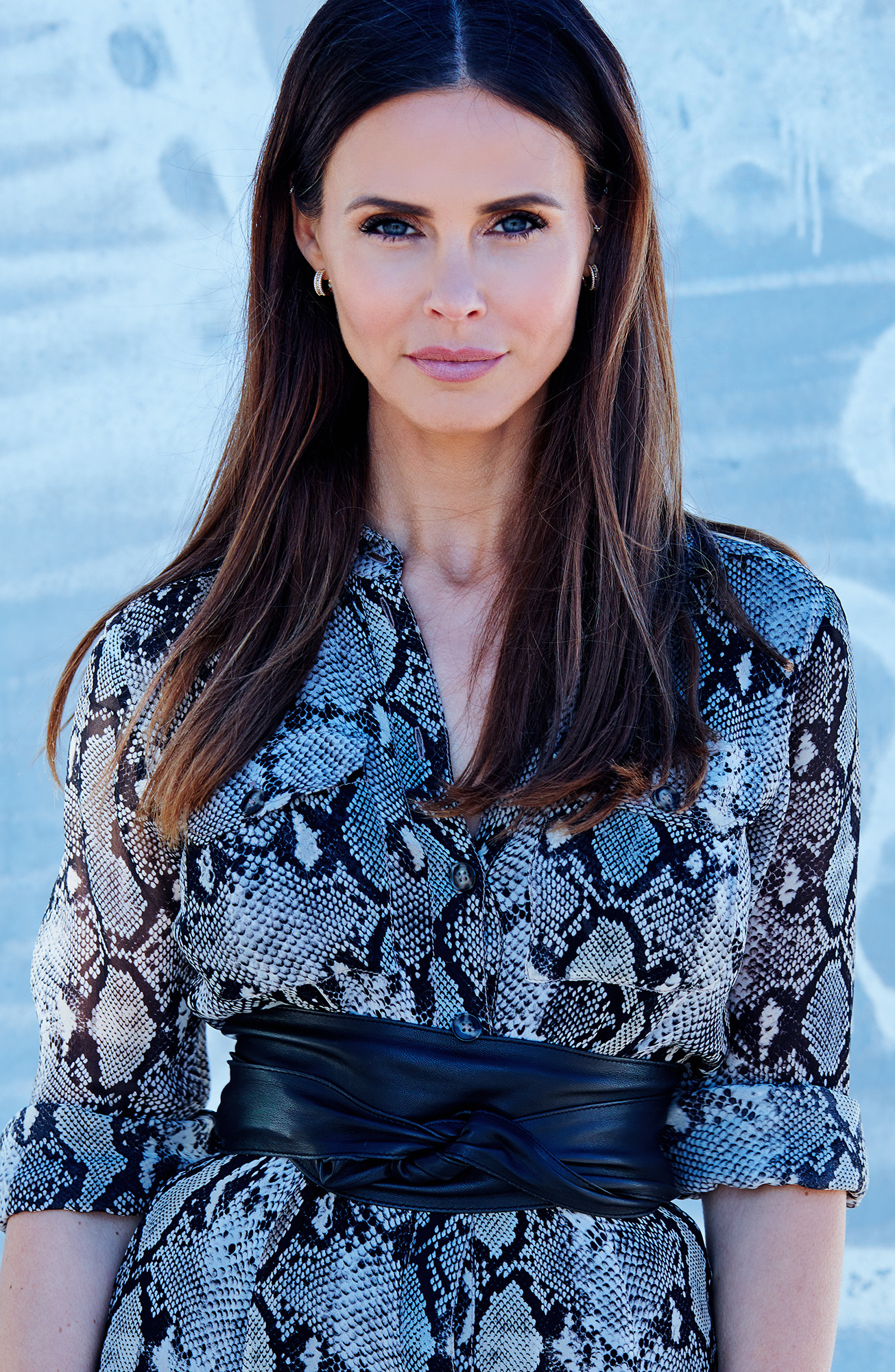
Claudia Bechstein

Claudia Bechstein (* 1978 in  Leinefelde) ist ein deutsches Fotomodell und eine Moderatorin und Schauspielerin.

## Leben
Bechstein wurde am 9. Januar 2001 als Miss Thüringen in Kaiserslautern zur Miss Deutschland gewählt. Am 11. Mai 2001 vertrat sie Deutschland bei der Wahl zu Miss Universe in Bayamón (Puerto Rico).
Anschließend arbeitete sie international als Model und drehte Werbespots u. a. für den Porsche Boxster 218, Elite und Almased. Seit 2012 arbeitet Claudia Bechstein als Wirtschaftsmoderatorin.
Bechstein moderiert Live-Events und hybride Formate mit Fokus auf Digitalisierung, Automobil, Technologie und Nachhaltigkeit.
2020 schloss sie ihr Studium als Wirtschaftspsychologin an der FOM Berlin und der University of San Diego ab.

## Filmografie
- 2024: Gute Zeiten, schlechte Zeiten (Fernsehserie)